# Южное (Павлоградский район)
Ю́жное — село в Павлоградском районе Омской области России. Административный центр Южного сельского поселения.

## История
Основано в 1955 г. как центральная усадьба совхоза «Южный». До этого года располагалась два колхоза: им. Хрущева и им. Жданова. На основании приказа по Министерству совхозов № 1389 от 25 декабря 1954 года, приказа директора Омского Зерноживтреста №13 от 20.01.1955 г., решением райисполкома Русско-Полянского райсовета вновь организуется совхоз «Озерный», в марте 1955 года переименованный в совхоз «Южный».
В соответствии с Законом Омской области от 30 июля 2004 года № 548-ОЗ «О границах и статусе муниципальных образований Омской области» село возглавило образованное Южное сельское поселение.

## География
Расположен на юге региона, в степной зоне, вблизи государственной границы с Казахстаном, у озёр Алабота и Шоптыколь. 

## Население
| 2010 |
| ---- |
| 1286 |

## Инфраструктура
Развито сельское хозяйство. Центр совхоза «Южный».
Администрация Южного сельского поселения.

## Транспорт
Проходит  автодорога «Павлоградка - Южное» (идентификационный номер 52 ОП МЗ Н-370) длиной 40,00 км..
Просёлочные дороги.